# Aspitates uncinataria
Aspitates uncinataria là một loài bướm đêm trong họ Geometridae.